# Formigoso
Formigoso es un lugar situado en la parroquia de Baños de Molgas, del concello de Baños de Molgas, comarca de Allariz-Maceda, en la provincia de Orense, Galicia, España.